# Pierre Barthès
Pierre Barthès (Béziers, 13 de setembre de 1941) és un tennista professional francès retirat.
En el seu palmarès destaca un títol de Grand Slam en dobles masculins al US Open junt a Nikola Pilić. També va formar part de l'equip francès de Copa Davis en diverses ocasions.
Va decidir fer-se professional l'any 1965 i posteriorment va esdevenir membre dels Handsome Eight, el primer conjunt de tennistes que va iniciar el circuit professional World Championship Tennis (WCT) l'any 1968, previ a la instauració del circuit ATP Tour.

## Torneigs de Grand Slam

### Dobles masculins: 1 (1−0)
| Resultat  | Núm. | Any  | Torneig | Parella      | Oponents              | Resultat           |
| --------- | ---- | ---- | ------- | ------------ | --------------------- | ------------------ |
| Guanyador | 1.   | 1970 | US Open | Nikola Pilić | Roy Emerson Rod Laver | 6−3, 7−6, 4−6, 7−6 |

## Palmarès

### Individual: 20 (10−10)
| Resultat  | Núm. | Data                 | Torneig                    | Superfície   | Oponent        | Marcador           |
| --------- | ---- | -------------------- | -------------------------- | ------------ | -------------- | ------------------ |
| Finalista | 1.   | 1960                 | París, França              |              |                |                    |
| Guanyador | 1.   | 1960                 | Le Havre, França           |              |                |                    |
| Guanyador | 2.   | 1960                 | París                      |              |                |                    |
| Guanyador | 3.   | 1963                 | París                      |              |                |                    |
| Guanyador | 4.   | 1964                 | El Caire, Egipte           |              |                |                    |
| Finalista | 2.   | 1965                 | Auckland, Nova Zelanda     |              |                |                    |
| Finalista | 3.   | 1965                 | París                      |              |                |                    |
| Guanyador | 5.   | 1965                 | Nouméa, Nova Caledònia     |              |                |                    |
| Guanyador | 6.   | 22 de març de 1965   | Caracas, Veneçuela         | Dura         | Manolo Santana | 6−1, 6−4, 6−2      |
| Guanyador | 7.   | 1965                 | Istanbul, Turquia          |              |                |                    |
| Finalista | 4.   | 1966                 | Adelaida, Austràlia        |              |                |                    |
| Guanyador | 8.   | 1967                 | Marsella, França           |              |                |                    |
| Finalista | 5.   | 9 de juny de 1969    | Bristol, Regne Unit        | Gespa        | Ken Rosewall   | 10−8, 3−6, 1−6     |
| Guanyador | 9.   | 1970                 | Grenoble, França           |              |                |                    |
| Finalista | 6.   | 19 d'abril de 1971   | Palerm, Itàlia             | Terra batuda | Roger Taylor   | 3−6, 6−4, 6−7, 2−6 |
| Finalista | 7.   | 30 d'agost de 1971   | South Orange, Estats Units |              | Clark Graebner | 3−6, 4−6, 4−6      |
| Guanyador | 10.  | 1971                 | Lió, França                |              |                |                    |
| Finalista | 8.   | 14 de febrer de 1972 | Los Angeles, Estats Units  | Dura         | Andrés Gimeno  | 3−6, 6−2, 2−6      |
| Finalista | 9.   | 1972                 | Bournemouth, Regne Unit    | Terra batuda | Bob Hewitt     | 2−6, 4−6, 3−6      |
| Finalista | 10.  | 23 de juny de 1972   | Eastbourne, Regne Unit     | Gespa        | Andrés Gimeno  | 5−7, 3−6           |

### Dobles masculins: 11 (7−4)
| Resultat  | Núm. | Data                   | Torneig                      | Superfície   | Parella           | Oponents                   | Marcador           |
| --------- | ---- | ---------------------- | ---------------------------- | ------------ | ----------------- | -------------------------- | ------------------ |
| Guanyador | 1.   | 1968                   | Evansville, Estats Units     |              | Dennis Ralston    | /                          |                    |
| Guanyador | 2.   | 1969                   | Colònia, Alemanya Occidental |              | Tony Roche        | /                          |                    |
| Finalista | 1.   | 13 d'abril de 1970     | Montecarlo, Mònaco           | Terra batuda | Nikola Pilić      | Marty Riessen Roger Taylor | 3−6, 4−6, 2−6      |
| Guanyador | 3.   | 13 de setembre de 1970 | US Open, Estats Units        | Gespa        | Nikola Pilić      | Roy Emerson Rod Laver      | 6−3, 7−6, 4−6, 7−6 |
| Guanyador | 4.   | 19 d'abril de 1971     | Palerm, Itàlia               | Terra batuda | Georges Goven     | Ilie Năstase Ion Țiriac    | 6−2, 6−3           |
| Guanyador | 5.   | 26 d'abril de 1971     | Catània, Itàlia              | Terra batuda | François Jauffret | Jan Kodeš Jan Kukal        | 6−4, 3−6, 6−3      |
| Finalista | 2.   | 1 de maig de 1971      | París, França                |              | François Jauffret | Tom Gorman Stan Smith      | 6−3, 5−7, 2−6      |
| Guanyador | 6.   | 30 d'octubre de 1972   | París                        | Dura (i)     | François Jauffret | Andrés Gimeno Juan Gisbert | 6−3, 6−2           |
| Guanyador | 7.   | 2 d'abril de 1973      | Vancouver, Canadà            | Dura         | Roger Taylor      | Tom Gorman Erik van Dillen | 5−7, 6−3, 7−6      |
| Finalista | 3.   | 25 de març de 1974     | Rotterdam, Països Baixos     | Moqueta (i)  | Ilie Năstase      | Bob Hewitt Frew McMillan   | 6−3, 4−6, 3−6      |
| Finalista | 4.   | 8 d'abril de 1974      | Múnic, Alemanya Occidental   | Terra batuda | Ilie Năstase      | Bob Hewitt Frew McMillan   | 2−6, 6−7           |

## Trajectòria

### Individual
| Torneig | 1962 | 1963 | 1964 | 1965 | 1966 | 1967 | 1968  | 1969  | 1970  | 1971  | 1972  | 1973  | 1974 | 1975 | 1976 | 1977 | Títols    | V − D     |
| --- | ---- | ---- | ---- | ---- | ---- | ---- | ----- | ----- | ----- | ----- | ----- | ----- | ---- | ---- | ---- | ---- | --------- | --------- |
| Open d'Austràlia | A    | A    | A    | 4R   | A    | A    | A     | 2R    | A     | A     | A     | A     | A    | A    | A    | A    | 0 / 2     | 4 – 2     |
| Roland Garros | 1R   | 3R   | 4R   | QF   | A    | A    | A     | 2R    | A     | 4R    | 4R    | 2R    | 3R   | 2R   | 1R   | A    | 0 / 11    | 20 – 11   |
| Wimbledon | A    | 1R   | 4R   | 2R   | A    | A    | 2R    | 2R    | 1R    | 3R    | 4R    | A     | 1R   | A    | A    | A    | 0 / 9     | 11 – 9    |
| US Open | A    | 3R   | A    | 4R   | A    | A    | 3R    | 3R    | 3R    | 2R    | A     | 2R    | A    | A    | A    | A    | 0 / 7     | 13 – 7    |
| Total Victòries−Derrotes | 0−1  | 3−3  | 5−2  | 9−4  |      |      | 29−46 | 25−28 | 23−23 | 49−23 | 41−24 | 12−19 | 8−15 | 2−4  | 0−2  | 2−3  | 208 – 197 | 208 – 197 |
| Rànquing a final d'any | –    | –    | –    | –    | –    | –    | –     | –     | –     | –     | –     | 63    | 79   | 222  | 288  | 247  |           |           |
| Llegenda: G: Guanyador; F: Finalista; SF: Semifinalista; QF: Quarts de final; Q: Qualificació; A: Absent; RR: Round Robin; NC: No celebrat |      |      |      |      |      |      |       |       |       |       |       |       |      |      |      |      |           |           |

### Dobles masculins
| Open d'Austràlia | A   | 2R   | A    | A     | A     | A     | A     | A   | A   | A   | A   | A   | A | A   | 0 / 1    | 0 – 1    |
| Roland Garros | A   | 3R   | A    | 3R    | 2R    | 2R    | 3R    | A   | 1R  | 2R  | 2R  | 1R  | A | 3R  | 0 / 9    | 11 – 9   |
| Wimbledon | 2R  | 2R   | 3R   | 2R    | 3R    | A     | 1R    | A   | A   | A   | A   | A   | A | A   | 0 / 6    | 7 – 6    |
| US Open | 3R  | 2R   | G    | 2R    | A     | A     | A     | A   | A   | A   | A   | A   | A | A   | 0 / 4    | 10 – 4   |
| Total Victòries−Derrotes | 5−5 | 11−9 | 15−8 | 18−14 | 15−16 | 20−14 | 14−11 | 0−2 | 0−2 | 2−3 | 2−3 | 0−1 |   | 2−1 | 102 – 86 | 102 – 86 |
| Llegenda: G: Guanyador; F: Finalista; SF: Semifinalista; QF: Quarts de final; Q: Qualificació; A: Absent; RR: Round Robin; NC: No celebrat |     |      |      |       |       |       |       |     |     |     |     |     |   |     |          |          |